# Puttea
Puttea is een geslacht van korstmossen dat behoort tot orde Leconarales. De familie is nog niet eenduidig vastgelegd (incertae sedis). De typesoort is Puttea margaritella.

## Soorten
Volgens Index Fungorum bevat het geslacht vier soorten (peildatum oktober 2021):
| Soortnaam           | Auteur(s)                        | Publicatiejaar |
| ------------------- | -------------------------------- | -------------- |
| Puttea caesia       | (Fr.) M. Svenss. & T. Sprib.     | 2012           |
| Puttea duplex       | (Coppins & Aptroot) M. Svenss.   | 2017           |
| Puttea exsequens    | (Nyl.) Printzen & Davydov        | 2012           |
| Puttea margaritella | (Hulting) S. Stenroos & Huhtinen | 2009           |